# Buddhism i Norge

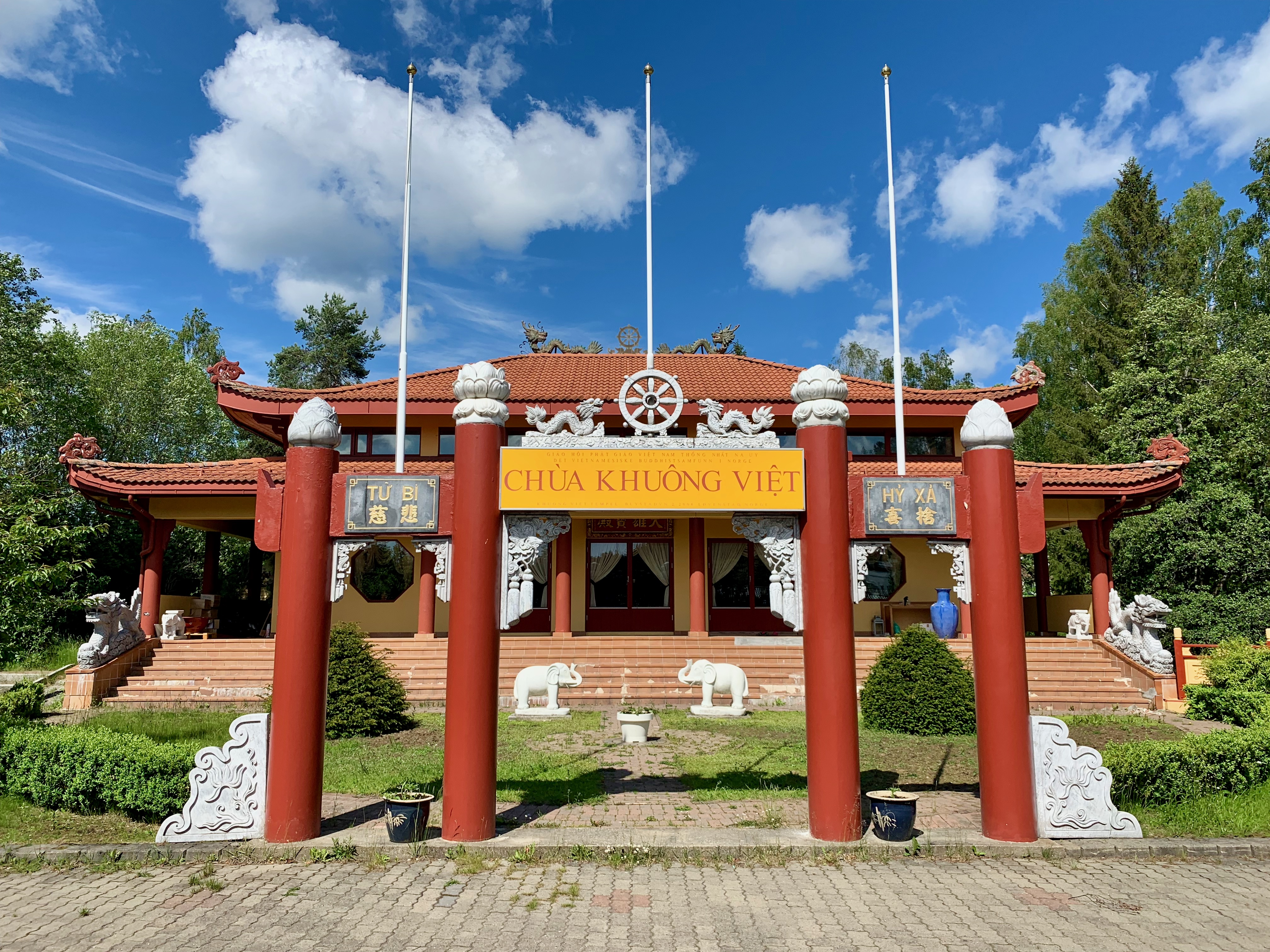
Khuong Viet-templet i Lørenskog

Buddhism är en minoritetsreligion i Norge. Enligt Norges statistikcentrum fanns det 21 408 buddhister i Norge år 2019. Av dessa har största delen invandringsbakgrund, mestadels från Thailand och Vietnam. År 2017 uppskattades det att det finns ungefär 2000 etniska norrmän som har konverterat till religionen. Buddhismen är Norges tredje största religion, efter kristendom och islam.
Det finns många olika buddhistiska organisationer i Norge, och på nationella nivån de representeras av Buddhistforbundet. Förbundet är grundades av två olika organisationer år 1979.